# Dipartimento di Ould Yengé
Il dipartimento di Ould Yengé è un dipartimento (moughataa) della regione di Guidimagha in Mauritania con capoluogo Ould Yengé.
Il dipartimento comprende 7 comuni:
- Ould Yengé
- Leebelli
- Tektake
- Dafor
- Bouanzé
- Lahraj
- Leaweinat